# Makarije (Buchdrucker)

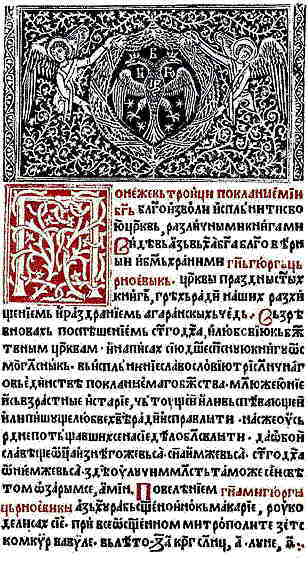
Die Anfangseite des Oktoich aus dem Jahre 1494

Priestermönch Makarije (dt. Makarius) betrieb die erste Buchdruckerei in Südosteuropa. Er gilt als Begründer des serbischen und rumänischen Buchdrucks. 
Unweit von Cetinje in Obod, einer kleinen orthodoxen Klosterfestung, ließ sich Đurađ Crnojević, der Fürst der Zeta im heutigen Montenegro, 1493 eine kleine Druckwerkstätte einrichten, wenige Jahrzehnte nach der ersten Druckerei Johannes Gutenbergs in Mainz. Mit der Druckerei wurde der Priestermönch Makarije beauftragt. Von Makarije wird angenommen, dass er zuvor in Venedig in der Druckerei von Aldus Manutius arbeitete, wo er sein technisches Wissen sammeln konnte. In Obod wurden mehrere bedeutende Werke gedruckt, darunter das Oktoich, ein kirchliches Gesangbuch für Psalmen in acht Stimmen, sowie das erste Neue Testament in Kirchenslawisch.
1496 wurden Cetinje und Obod von den Osmanen zerstört. Đurađ Crnojević floh mit seiner Familie nach Venedig, während sich Makarije in die Walachei im heutigen Rumänien begab. In Târgoviște gründete Makarije 1508 eine neue Druckwerkstätte, mit der die Ansätze für den rumänischen Buchdruck gelegt wurden. Das erste Buch der neuen Druckerei wurde 1510 gedruckt. Später ging Makarije in das Kloster Hilandar auf dem Berg Athos, wo er um 1526 als Abt des Klosters erwähnt wird. Überlieferungen zufolge wirkte er mit bei der Einrichtung der dortigen Druckerei.
Makarije verfasste auch die Abhandlung „Über die Grenzen von Dakien“ (O medjah Dacije), heute aufbewahrt in der Bibliothek des Klosters Hilandar.